# Ella Harper
Pour les articles homonymes, voir Harper.
Ella Harper née dans le Tennessee, le 5 janvier 1870 et morte à Nashville, le 19 décembre 1921, connue sous le nom de The Camel Girl, « la fille chameau », naît avec une maladie orthopédique très rare qui a amené ses genoux à se plier vers l'avant, ce qu’on appelle un genu recurvatum (en) congénital. Sa préférence pour la marche à quatre pattes lui vaut son surnom de « fille chameau ». En 1886, elle est présentée comme la vedette dans le Nickel Plate Circus de W. H. Harris, et elle apparaît dans les journaux partout où le cirque se rend. Sur le dos de la carte où elle se présente on peut lire : 

« On m’appelle la fille chameau parce que mes genoux sont retournés vers l'arrière. C’est sur mes mains et mes pieds que je puis le mieux marcher comme l'image vous le montre. J'ai beaucoup voyagé dans le show business pendant les quatre dernières années et maintenant, c'est-à-dire en 1886, j’ai l’intention d’abandonner le monde du spectacle et d’aller à l'école afin de me préparer à faire autre chose,. »

Elle est payée 200 $ par semaine ; cette aisance financière acquise l'aide probablement à s'insérer d'une autre façon dans la société. 

## Sa vie par la suite
Selon un blogueur[Qui ?], Harper revient chez elle dans le comté de Sumner au Tennessee et elle vit avec sa mère et une nièce d’après le recensement de 1900. Le 26 juin 1905, elle et Robert L. Savely concluent un contrat de mariage et s'unissent dans le comté de Sumner le 28 juin 1905. En 1906, elle donne naissance à une fille, Mabel E. Savely, morte en novembre de la même année. Harper et son mari s'installent à Nashville dans le Tennessee en 1909, où ils figurent dans le recensement de 1910 avec la mère de l’épouse. En 1918, elle et son mari adoptent une petite fille nommée Jewel Savely, qui meurt âgée de moins de trois mois. Lors du recensement de 1920, elle et son mari vivent encore à Nashville, où elle meurt le 19 décembre 1921 d’un cancer du côlon.
Elle est enterrée le lendemain au cimetière de Spring Hill dans la concession familiale de ses parents.

## Archives

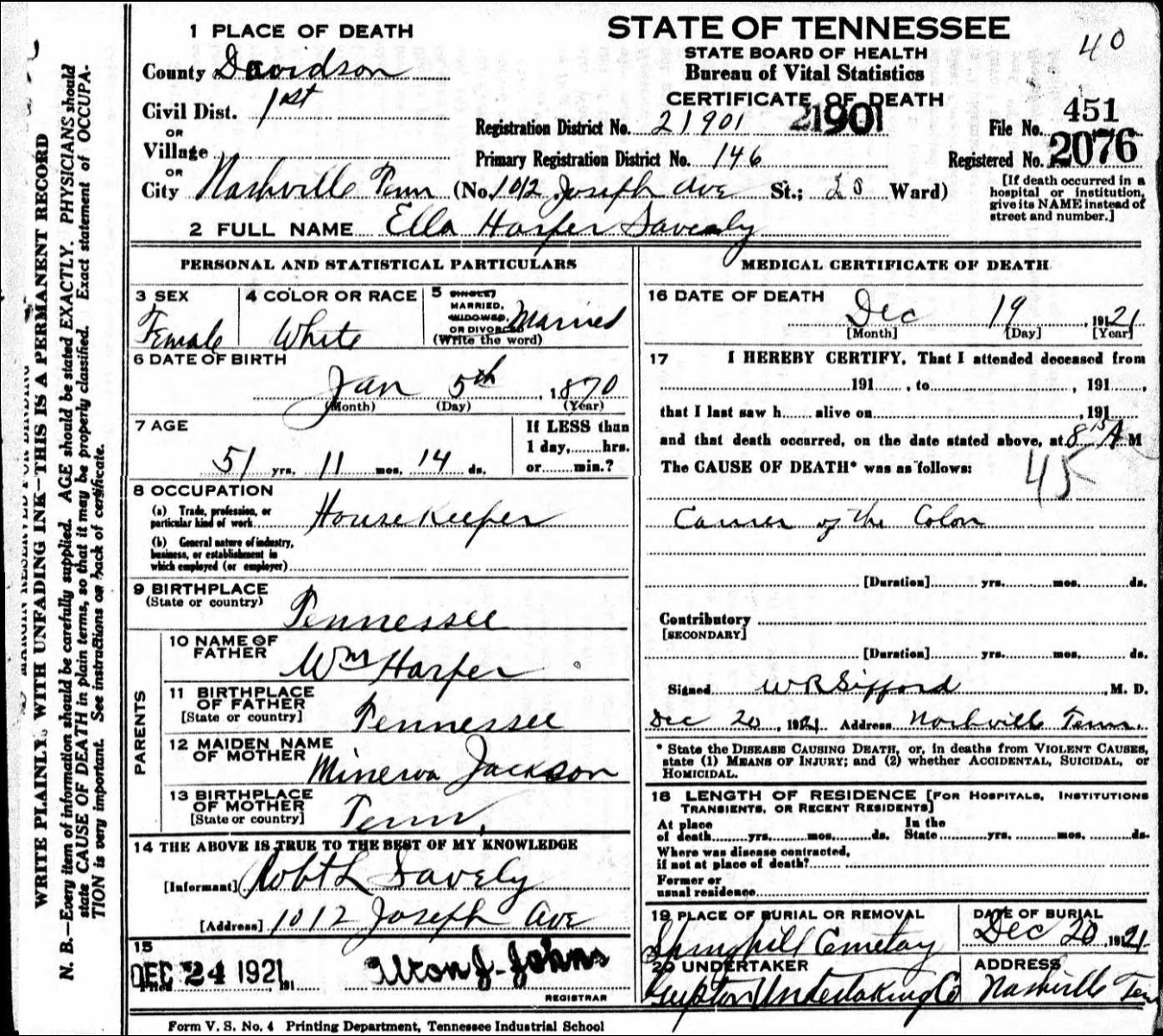
Certificat de décès d'Ella Harper